# Костин (Бєлгородська область)
Костин (рос. Костин) — хутір у Новооскольському районі Бєлгородської області Російської Федерації.
Населення становить 13 осіб. Входить до складу муніципального утворення Новооскольський міський округ.

## Історія
Населений пункт розташований у східній частині української суцільної етнічної території — східній Слобожанщині.
Від 2018 року органом місцевого самоврядування є Новооскольський міський округ.

## Населення
| 2002 | 2010 |
| ---- | ---- |
| 22   | ↘13  |